# Santo Adriano
Santo Adriano község Spanyolországban, Asztúria autonóm közösségben. Santo Adriano Grado, Oviedo, Ribera de Arriba, Morcín, Quirós és Proaza községekkel határos. Lakosainak száma 289 fő (2024).

## Népesség
A település népessége az utóbbi években az alábbiak szerint változott:
| Lakosok száma | 323  | 284  | 279  | 253  | 263  | 256  | 278  | 288  | 272  | 289  |
|               | 2001 | 2004 | 2007 | 2009 | 2012 | 2014 | 2017 | 2019 | 2022 | 2024 |